# مظهر سزارها
مظهر سزارها (انگلیسی: Epitome de Caesaribus) یک اثر تاریخی لاتین است که در پایان قرن چهارم نوشته شده‌است.
این گزارش مختصری از دوران سلطنت امپراتوران روم از آگوستوس تا تئودوسیوس یکم است.